# Sam Soliman
Pour les articles homonymes, voir Soliman.
Sam Soliman est un boxeur australien né le 13 novembre 1973 à Melbourne.

## Carrière
Passé professionnel en 1997, il devient champion d'Asie des poids moyens OPBF en 2003 puis champion du monde IBF de la catégorie le 31 mai 2014 après sa victoire aux points, à 40 ans, face à l'Allemand Felix Sturm à Krefeld. Il est en revanche battu dès le combat suivant par l'Américain Jermain Taylor le 8 octobre 2014.